# Transports en république démocratique du Congo

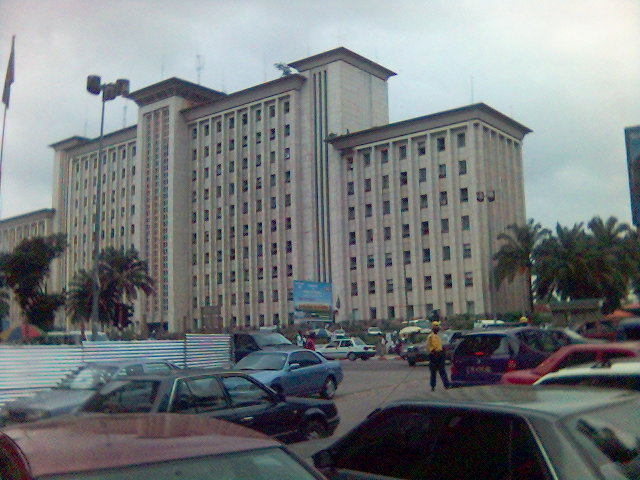
Siège de l'Office national des Transports à Kinshasa

Le transport en république démocratique du Congo a toujours été un défi en raison de la morphologie du terrain et des conditions climatiques difficiles. Les réseaux ferroviaires et fluviaux, à l'origine incomplets pour des raisons historiques ou géographiques, ont vu leur état général se dégrader depuis l'indépendance, à cause notamment des conflits survenus. Le réseau routier est lui-même considérablement altéré. Kinshasa n'est plus accessible par la route depuis les autres villes principales du pays que sont Mbuji-Mayi, Lubumbashi, Kisangani, Kananga et Goma.
Les liaisons de la capitale avec l'extérieur du pays se sont cependant améliorées au début des années 2000 avec la réhabilitation de la route de Matadi.

## Historique
- Le fleuve et ses affluents furent de tout temps empruntés sur leurs biefs navigables.
- 1485 - 1486 : Diogo Cão remonte le bas-fleuve jusque Matadi
- 1872 : Henry Morton Stanley est le premier Européen à traverser le continent africain d'est en ouest, et suit le fleuve Congo jusque Boma.
- 1890 - 1898 : construction de la ligne de chemin de fer Matadi-Léopoldville
- 1902 : création de la Compagnie de chemin de fer du Katanga (CFK)
- 1906 : constitution de la Compagnie du chemin de fer du bas-Congo au Katanga (BCK)
- 1910 - 1931 : liaison du réseau rail avec Lobito sur l'Océan Atlantique par le chemin de fer de Benguela
- 1927 : création de la Société de chemin de fer Léopoldville-Katanga-Dilolo (LKD)
- 1980 : création de l’Office de la gestion de fret maritime (Ogefrem)
- 2004 : création de la Société de transport urbain du Congo (Stuc)
- 2013 : création de la Société de transports du Congo (Transco)

## Transport routier

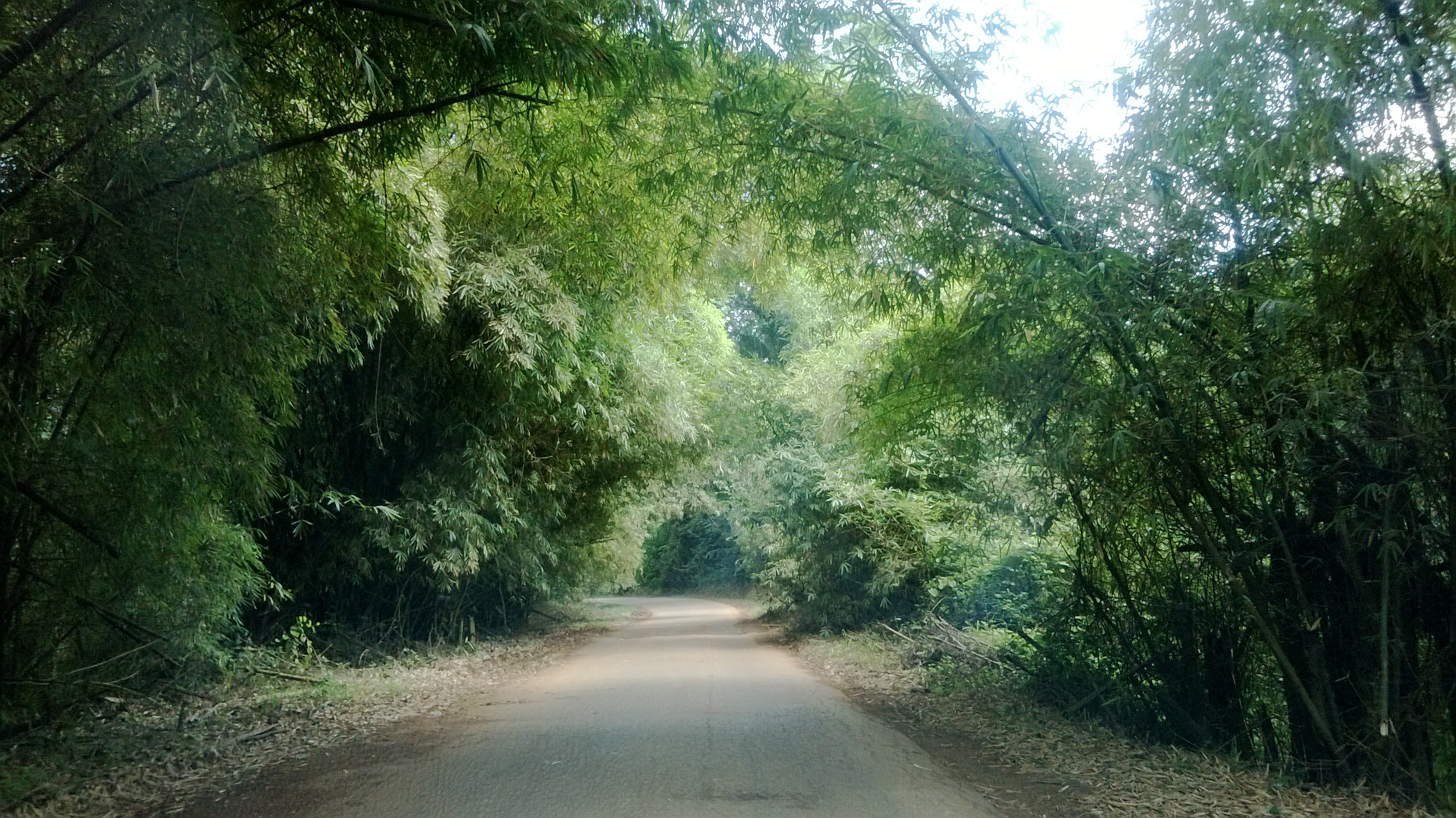
Route asphaltée reliant Matadi à Boma (2014).
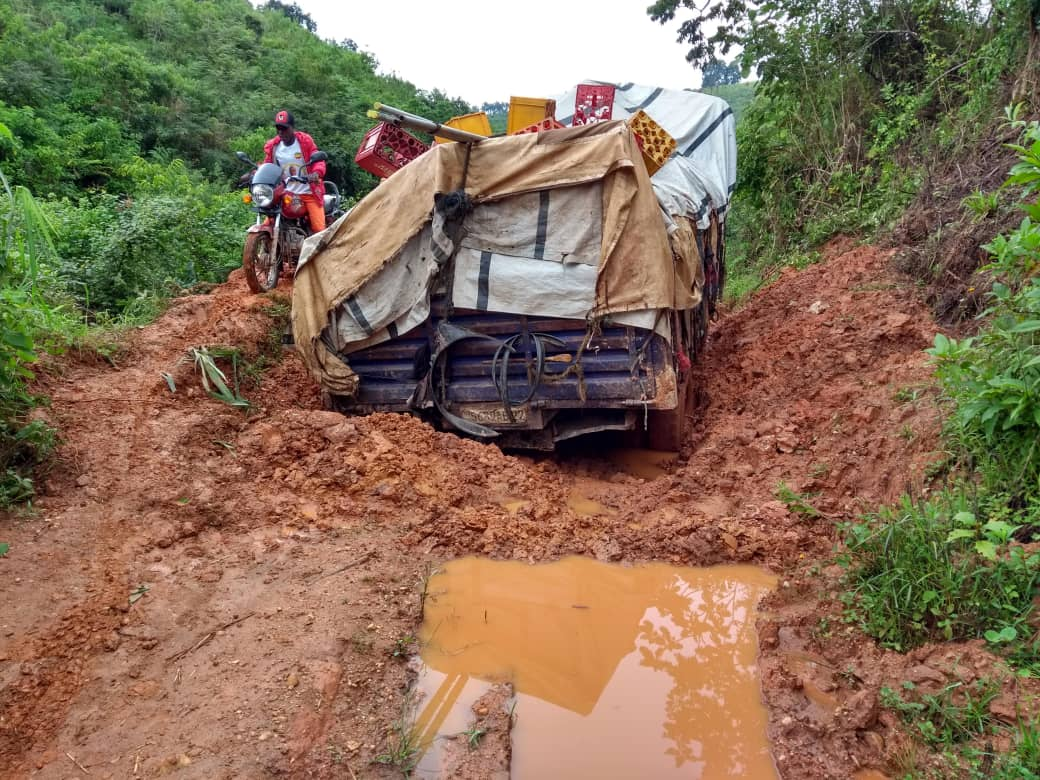
Camion en difficulté à la saison des pluies (février 2020).
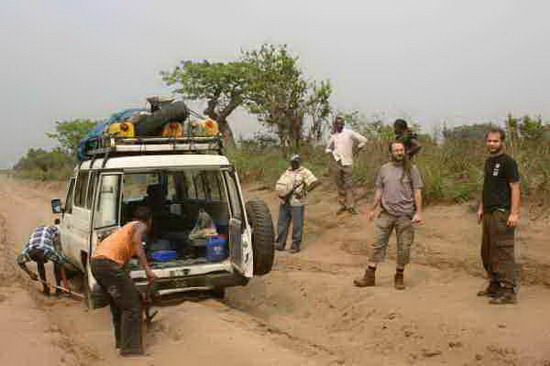
Route entre Kikwit et Idiofa.
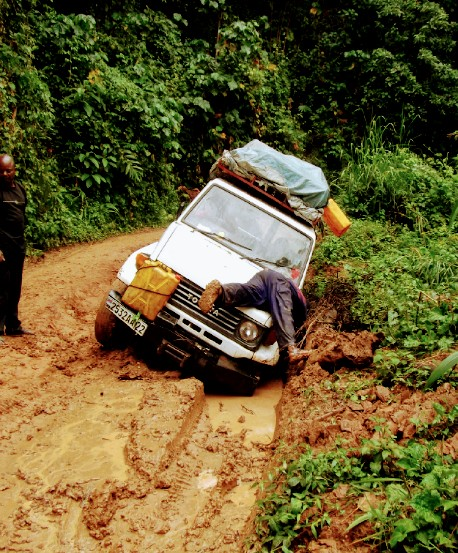
Routes non-asphaltée pendant la saison des pluies.

En 2005, le réseau national totalise 152 320 km comprenant 7 400 km de voies urbaines, 58 305 km de routes d’intérêt général dont seulement 2 801 km de routes sont revêtues et 86 615 km de routes d’intérêt local. Le réseau comprend aussi 1 965 ponts pour 25 130 m linéaire et 187 bacs (à trailles, à moteurs et à pirogues). 
La STUC s’occupe des transports routiers en commun à travers le pays.
L’Office national des routes (ONR) s’occupe du maintien des routes.
Le réseau routier est organisé en un réseau de routes nationales et chaque province maintient un réseau de routes provinciales. Ce dernier est subdivisé en réseau de routes prioritaires et secondaires.

total:
157 000 km

non asphaltés :
n.d. km (est. 1996)

## Transport ferroviaire

La république démocratique du Congo disposait de 5 033 km de voies ferrées non interconnectées et n’ayant pas les mêmes standards. 858 km de voies électrifiées desservent la région minière au sud du Katanga, 1 026 km de voies à un écartement de 0,6 m desservent la région agricole et aurifère du nord-est de la RDC, le tronçon Kisangani – Ubundu a un écartement de 1,00 m tandis que tout le reste du réseau a un écartement de 1,067 m.  
Le chemin de fer en RDC était organisé en 4 réseaux distincts, à savoir une ligne permettant de relier Matadi et Kinshasa d'une part, ainsi qu'un réseau plus étendu, en liaison avec la Zambie, l'Angola et le lac Tanganyika, avec Lubumbashi comme point central, une ligne reliant Kisangani et Ubundu, pour pallier les Stanley Falls sur le Congo, et enfin une ligne à voie étroite dans la région de l'Uele (nord). Il existait par ailleurs des projets de prolongement des lignes existantes, dont une liaison entre Kinshasa et Ilebo, ce qui permettrait de joindre les deux réseaux les plus importants.

### Ligne Matadi - Kinshasa
La ligne qui relie le port de Matadi à Kinshasa est longue de 366 kilomètres. Son écartement est depuis 1931 de 3 pieds 6 pouces (soit 1,067 mètre). Cette ligne de la SNCC est exploitée par la Société commerciale des transports et des ports (SCTP, anciennement ONATRA) selon un accord, signé par les deux compagnies. Mais cette ligne a perdu de grandes parts du marché, en raison de son état lamentable, à l'insécurité sur le rail (certains trains sont attaqués) et à la remise en état de la route le long du rail en 2000. Selon des sources congolaises, un accord avec une entreprise de construction chinoise a été signé en été 2006, selon lequel ladite société financera la rénovation de la voie, du matériel roulant, des voies de communication, la signalisation et l'énergie électrique. L'ONATRA opte pour une politique commerciale agressive pour relancer le rail.
Le pont de Matadi, le plus grand pont-rail suspendu du monde, n'est pas actuellement exploité pour le chemin de fer. Il existe par ailleurs un vague projet de création d'un pont entre Kinshasa et Brazzaville, pour lequel une option ferroviaire pourrait être retenue, et permettrait de relier Kinshasa pour la première fois avec un port en eaux profondes de Pointe-Noire (Congo-Brazzaville).

### Lignes du Katanga, Kasaï et Benguela

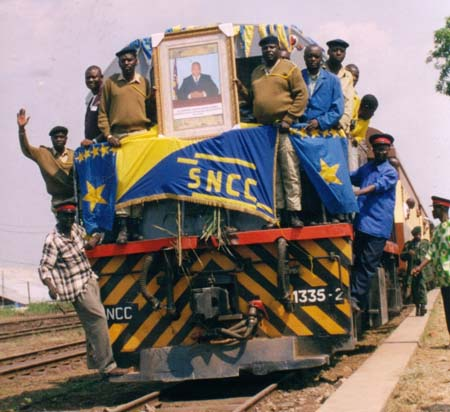
Le premier train de Lubumbashi arrivant à Kindu après la rénovation de la ligne en 200x.

Ce réseau s'étendait sur 3 641 kilomètres de voies ferrées (dont 858 kilomètres électrifiés) au Katanga, au Kasaï-Occidental, au Kasaï-Oriental et au Maniema. Ce réseau a débuté par le prolongement du chemin de fer de la Rhodésie du Nord vers Elisabethville finalisé le 1er décembre 1910. Son écartement est donc celui de la ligne en provenance du Cap, soit 3 pieds 6 pouces (1 067 mm). Ces lignes sont exploitées aujourd'hui par la Société nationale de Chemins de fer Congolais SNCC.

- Ligne des Grands Lacs : Seconde section de Kindu - Kabalo - Kalemie (Lac Tanganyika). Cette ligne est reliée à sa première section par un service fluvial de 320 kilomètres. Les 355 kilomètres de Kindu à Kongolo ont été construits entre 1907 et 1910 par la Compagnie du Chemin de fer du Congo Supérieur aux Grands Lacs africains (CFL), les 273 kilomètres de Kabalo à Albertville entre 1911 et 1917, toujours par le CFL. La section manquante entre Kongolo et Kabalo n'a été construite qu'entre 1937 et 1939.

Ce réseau était en voie métrique et mis à l'écartement de 1067mm en 1955, en vue de la connexion avec le réseau de Katanga.
- Ligne de Katanga : Kabalo - Kamina - Likasi - Lubumbashi - Sakania - Zambie. Cette ligne a été construite entre 1909 et 1918 de Sakania à Bukama et de 1952 à 1956 entre Kamina et Kabalo par la Compagnie du Chemin de Fer du Bas Congo à Katanga (BCK).
- Ligne du Kasaï : Ilebo (Port Franqui à l'époque) - Kamina. Cette ligne a été construite entre 1923 et 1928 (dès Bukama) par le Chemin de Fer      Léopoldville-Katanga-Dilolo (LKD).
- Chemin de fer de Benguela : Kamina - Dilolo - Angola (Chemin de fer de Benguela). Cette ligne a été construite entre 1928 et 1931 (de Tenke jusqu'à la frontière) par le BCK.
- Une ligne entre les lacs Kivu et Tanganyika fut ouverte en 1931 par le Céfaki (Chemins de fer du Kivu) entre Kalundu et Kamaniola. La seconde partie jusqu'à Bukavu ne fut jamais construite et la ligne fermée en 1958. Elle était à l'écartement de 1067mm (cap-gauge 3½ pieds), pour être intégrée dans la ligne anglaise "Cap - Caire"[5].

### Ligne des Grands Lacs
La première section est entre Kisangani et Ubundu. Son écartement est de 1,00 mètre. La seconde section Kindu - Kabalo - Kalemie (Lac Tanganika) est reliée au réseau de Katanga, voir ci-dessus. Cette ligne de 127 kilomètres a été construite entre 1903 et 1906 par le CFL pour éviter les chutes d'eau importantes des Stanley Falls.

### Lignes vicinales du Mayumbe et de l'Uélé
D'autres lignes ont existé et sont actuellement inexploitées.
Le chemin de fer du Mayombe (au départ de Boma vers Tshela au nord), long de 140 km, a été construit par étapes entre 1898 et 1914 par la Société des Chemins de fer vicinaux du Mayumbe. C'était une voie à écartement de 0,615 m. La ligne a été démantelée en 1984. 
Les chemins de fer des Uele (ou Vicicongo), relient Bumba à Bondo et Mungbere. Le dernier tronçon semble être en service entre Aketi et Isiro avec un train tous les deux ou trois mois. Ce réseau a été construit entre 1924 et 1937 par les Chemins de fer vicinaux du Congo, et dans les années 1970 pour le tronçon Aketi - Bumba ; il totalise 842 km. Il comprend les lignes Aketi - Mungbere (685 km), Komba - Bondo (121 km) et Liénart - Titule (31 km).

#### Lignes industrielles

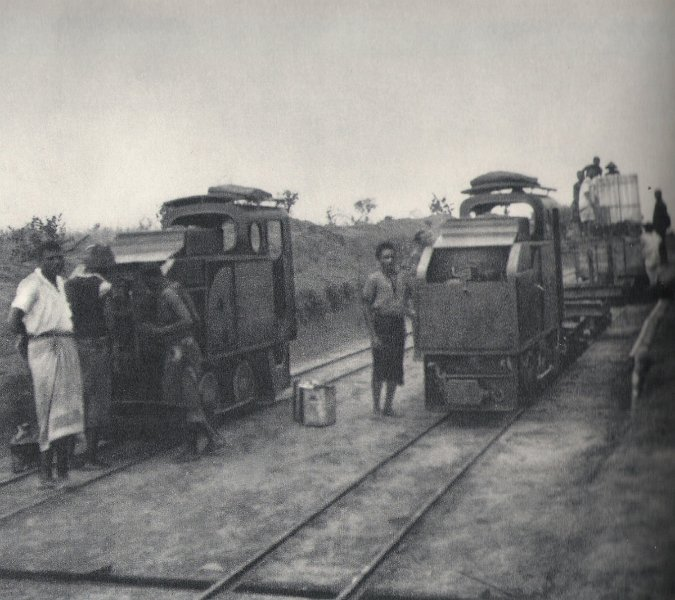
Chemin de fer entre Charlesville et Makumbi, le premier convoi tracté par locomotive à moteur à combustion interne relia ces deux points au mois d'octobre 1926

D'autres lignes à 60 cm, avant tout industrielles, ont existé, dont Charlesville (Djokupunda)–Makumbi, exploité par la Forminière, Muyumba–Manono pour accéder au port fluvial et Alberta (Ebonda)–Yamisiko–Yamaluka–Yangunda, exploité par les Huileries du Congo belge (HCB).

### Histoire des chemins de fer au Congo
Le Chemin de fer du Katanga (CFK), fondé en 1902, est exploité par le Chemin de Fer du Bas-Congo au Katanga (BCK) depuis sa création en 1906. En 1952 le CFK et le Chemin de Fer Léopoldville-Katanga-Dilolo (LKD), créé en 1927 fusionnent en créant le Chemin de Fer du Katanga-Dilolo-Léopoldville (KDL). Lors de l'indépendance, les chemins de fer ont été nationalisés. La société congolaise KDL (devenue Chemin de Fer Kinshasa-Dilolo-Lubumbashi) reprend le BCK congolais. En 1974 le Congo réunit ses sociétés de chemins de fer KDL, CFL, (devenu Office Congolais des Chemins de Fer des Grands Lacs), CVZ (Chemins de Fer Vicinaux du Zaïre), CFMK. (chemin de fer Matadi-Kinshasa) et CFM (chemin de fer du Mayombe) en Société Nationale des Chemins de Fer Zaïrois (SNCZ). En novembre 1995 la SNCZ est dissoute et le Congo signe un accord-cadre cédant l'exploitation des chemins de fer à une société privée dénommée SIZARAIL du groupe sud-africain Comazar/Transnet laquelle a été dissoute en 1997 en rompant le contrat par le gouvernement. La SNCZ, devenue Société nationale des chemins de fer du Congo (SNCC) reprend toutes les activités.
En 2007 les chemins de fer du pays ont pratiquement cessé de rouler en dehors de la ligne Matadi-Kinshasa. A cette date le trafic marchandises par voie ferrée représente moins du dixième de ce qu'il était avant l'indépendance.

## Transport fluvial et maritime

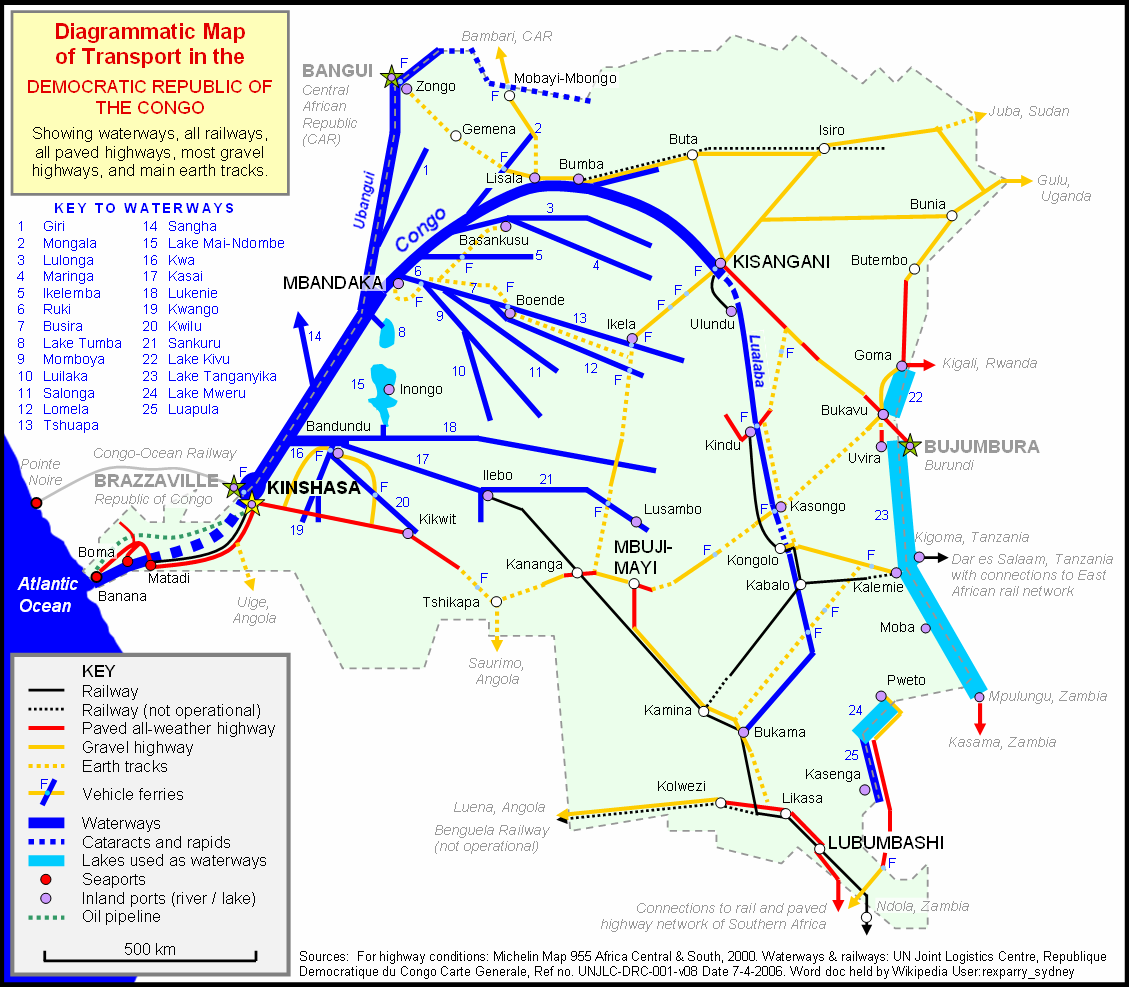
Diagramme du transport terrestre et maritime en RDC. Informations de 2000 (routes) et 2006 (maritime et ferroviaire)

Le réseau des voies navigables est d’une longueur de 16 238 km 
subdivisé en trois biefs : 
- le bief maritime, long de 150 km de Banana à Matadi ;
- le bief moyen comprenant le fleuve Congo (Kinshasa – Kisangani), la rivière

Kasaï et leurs affluents totalisent 13,458 km ;
- le bief supérieur comprenant le Lualaba (fleuve Congo au Katanga) et les Lacs totalise 2,630 km.

- - Office de gestion du fret multimodal (OGEFREM)
  - Office national des Transports (RDC) (ONATRA)
  - Société nationale des chemins de fer du Congo (SNCC)

### Ports fluviaux
- Port de Kinshasa - ONATRA
- Port d'Ilebo - SNCC
- Port de Kalemie - SNCC
- Port de Kisangani - ONATRA
- Port de Mbandaka - ONATRA
- Port d'Ubundu
- Port de Kindu CFL
- Port de Mushimbakye à Baraka - ONATRA

### Ports maritimes
- Port de Banana
- Port de Boma - ONATRA
- Port de Matadi - ONATRA

## Transport aérien
Le pays dispose d’environ 270 aéroports et aérodromes dont la gestion est assurée par la Régie des Voies Aériennes (RVA), par la Direction de l’Aviation Civile (DAC) et par le secteur privé. Sur les 270 plateformes aéroportuaires, 101 sont ouvertes à la circulation publique, 164 sont privées et 5 du domaine militaire.   
La plate-forme la plus importante  est l'aéroport international de Kinshasa, la première porte d'entrée et de sortie du pays.
Aéroports : 229 (2002), 232 (1999 est.)

### Aéroports asphaltés
total:
24

à plus de 3 047 m :
4

de 2 438  à 3 047 m :
2

de 1 524 à 2 437 m :
16

de 914 à 1 523 m :
2 (2002 est.)

### Aéroports non asphaltés
total:
205

de 1 524 à 2 437 m :
19

de 914 à 1 523 m :
95

sous 914 m :
91 (2002 est.)

### Réseau lacustre et fluvial
- réseau lacustre du lac Tanganika représentant 1 425 kilomètres. Il relie la république démocratique du Congo à la Zambie, à la Tanzanie et au Burundi;
- réseau lacustre du lac Kivu reliant Bukavu à Goma (106 kilomètres),
- réseau fluvial de Kindu à Ubundu (310 kilomètres) et de Kongolo à Malemba-Nkulu (390 kilomètres).